# 윌리엄 J. 해리스
윌리엄 줄리어스 해리스(William Julius Harris, 1868년 2월 3일 ~ 1932년 4월 18일)는 미국의 정치인이다.

## 학력
- 1890 조지아 대학교

## 경력
- 알렉산더 S. 클레이 상원의원 개인 비서
- 1911.06 ~ 1912.06 제101대 조지아 상원의원
- 1913 ~ 1915 미국 인구조사국 국장
- 1913 ~ 1915 상무부 장관 권한대행
- 1915 ~ 1918 연방 거래위원회 위원
- 1917 ~ 1918 연방거래위원회 의장
- 1919.03 ~ 1932.04 제66·67·68·69·70·71·72대 미국 조지아 연방상원의원
- 1929 ~ 1932 국립보호위원회 위원

## 역대 선거 결과
| 선거명      | 직책명                   | 대수  | 정당   | 득표율  | 득표수    | 결과 | 당락                   |
| ----------- | ------------------------ | ----- | ------ | ------- | --------- | ---- | ---------------------- |
| 1910년 선거 | 상원의원 (조지아 선거구) | 100대 | 민주당 | 0%      | 표        | 1위  | 조지아 주의원 당선     |
| 1918년 선거 | 상원의원 (조지아 제2부)  | 66대  | 민주당 | 88.34%  | 53,631표  | 1위  | 조지아주 상원의원 당선 |
| 1924년 선거 | 상원의원 (조지아 제2부)  | 69대  | 민주당 | 100.00% | 155,497표 | 1위  | 조지아주 상원의원 당선 |
| 1930년 선거 | 상원의원 (조지아 제2부)  | 72대  | 민주당 | 100.00% | 56,502표  | 1위  | 조지아주 상원의원 당선 |